# Krátke Tice
Krátke Tice je přírodní rezervace v oblasti Latorica.
Nachází se v katastrálním území obce Zatín a Vojka v okrese Trebišov v Košickém kraji. Území bylo vyhlášeno či novelizováno v roce 1993 na rozloze 17,4064 ha. Ochranné pásmo nebylo stanoveno.